# Josy Masse
Josy Masse, née le 22 septembre 1938 à Saint-Georges-de-l’Oyapock et morte le 29 octobre 2019 à Verrières-le-Buisson, est une auteure-compositrice-interprète et chanteuse lyrique et de musique traditionnelle créole, originaire de la Guyane,.

## Discographie

### Titre
- Oyapock[4]
- Mo sò Paula
- On est tous des immigrés
- Pran kouraj ô[5]

### Album
- 1984 : Fanm

## Récompenses
- 2015 : Lindor, prix spécial du jury[5]